# María Josefa Recio Martín
María Josefa Recio Martín (Granada, 19 de marzo de 1846-Ciempozuelos, 30 de octubre de 1883), también conocida por su nombre religioso María Josefa del Santísimo Sacramento, fue una religiosa católica española, fundadora de la Congregación de Hermanas Hospitalarias del Sagrado Corazón de Jesús.

## Biografía
María Josefa Recio Martín nació en Granada (España), el 19 de marzo de 1846, en el seno de una familia cristiana. Gracias a la educación recibida en el hogar su vida se vio marcada por la solidaridad hacia los más desfavorecidos de la sociedad granadina de entonces. Contrajo matrimonio en 1866, con Antonio Fernández Amador. Quince años después quedó viuda. En 1880, junto a su amiga María Angustias Giménez, se dirige a Ciempozuelos (Madrid), para seguir los pasos del sacerdote Benito Menni, en la fundación de una nueva congregación. El instituto nace el 31 de mayo de 1881 con el nombre de Hermanas Hospitalarias del Sagrado Corazón de Jesús.
María Josefa fue la primera superiora general de la congregación y el día de su profesión tomó el nombre de María Josefa del Santísimo Sacramento. Murió en Ciempozuelos, el 30 de octubre de 1883, a consecuencia de los golpes recibidos por una mujer enferma mental. Sus escritos, entre los que destacan su testamento espiritual, son de un gran valor patrimonial para las hospitalarias y todo aquellos que se relacionan con su espiritualidad. 
El proceso de canonización fue introducido el 21 de junio de 1991 y el papa Benedicto XVI la declaró venerable el 8 de febrero de 2011.